# Busanze
Busanze (Kinyarwanda Umurenge wa Busanze) ist ein Sektor im Distrikt Nyaruguru in der Südprovinz von Ruanda.

## Geographie
Der Sektor hat eine Fläche von 70,8 km². Nachbarsektoren sind im Norden Munini, im Osten Cyahinda und im Westen Ruheru. Im Süden liegt der Sektor an der Grenze zum Nachbarland Burundi. Busanze unterteilt sich in die fünf Zellen Kirarangombe, Nkanda, Nteko, Runyombyi und Shororo. Durch Busanze fließt der Simbuka, ein Nebenfluss des Akanyaru. Entlang der Nordgrenze des Sektors verläuft zudem der Nshili, der in den entlang der Nordostgrenze des Sektors fließenden Giswi mündet, einen weiteren Nebenfluss des Akanyaru. Der Akanyaru wiederum fließt entlang der Ostgrenze von Busanze Richtung Süden.

## Bevölkerung
Nach Stand der Volkszählung von 2022 liegt die Einwohnerzahl bei 29.795. Zehn Jahre zuvor waren es 27.190, was einem jährlichen Bevölkerungszuwachs von 1,1 Prozent zwischen 2012 und 2022 entspricht.

## Verkehr
Durch die Westseite des Sektors verläuft die Nationalstraße 9, die innerhalb des Sektors Stand 2022 nicht asphaltiert ist. Von ihr geht eine District Road nach Nordosten ab.

## Persönlichkeiten
- Philippe Mpayimana (* 1970), Journalist und Präsidentschaftskandidat